# Mate Demarin
Mate Demarin (Medulin, 15. listopada 1899. – Zagreb, 25. kolovoza 1992.), hrvatski pedagog.
Učiteljsko obrazovanje stekao je u Arbanasima (na Muškoj preparandiji, kao i njegov brat Josip nekoliko godina prije) i Kastvu. Kao učitelj i profesor službovao je po Hrvatskoj. Bio je pedagoški djelatnik, znanstvenik, pisac, povjesničar, kroničar i vrstan metodičar. Za života mu je objavljen izbor radova u knjizi "Pedagog i njegov svijet".
Kad je Kraljevina Italija okupirala Istru, krenula je obračunati se sa svim nacionalno svjesnim Hrvatima na Istri. Zbog tih stvari je bio prisiljen iseliti s Istre i otići u emigraciju u Hrvatsku, zajedno s brojnim drugim istarskim Hrvatima.
Brat je profesora Josipa Demarina, hrvatskog pedagoškog pisca.